# Ordinariato para los armenios de Europa Oriental
El ordinariato para los armenios de Europa Oriental (en latín: Europae Orientalis, en armenio: Հայաստանի, Վրաստանի, Ռուսաստանի և Արևելյան Եվրոպայի թեմ y en ruso: Ординариат Восточной Европы) es una circunscripción eclesiástica de la Iglesia católica en Armenia, Georgia, Rusia y Ucrania. Se trata de un ordinariato armenio, inmediatamente sujeto a la Santa Sede. Desde el 21 de agosto de 2024 su ordinario es el archieparca Kévork Noradounguian, del Instituto del clero patriarcal de Bzommar.

## Territorio y organización
El ordinariato tiene 17 801 317 km² y extiende su jurisdicción sobre los fieles católicos de rito armenio residentes en Armenia, Georgia, Rusia y Ucrania.
La sede del ordinariato se encuentra en la ciudad de Guiumri (o Gyumri, llamada Aleksándropol durante el período imperial y Leninakán durante el período soviético), en el noroeste de Armenia, en donde se halla la Catedral de los Santos Mártires.
En 2023 en el ordinariato existían 44 parroquias. En Rusia los fieles de la Iglesia católica armenia son unos 59 000 y viven mayormente en las regiones del sur del país, principalmente en el territorio de Krasnodar, pero también en ciudades como: Pskov, Rostov del Don, Sochi, Irkutsk, Omsk, Ulán-Udé y Chitá. En Moscú se halla la parroquia de San Gregorio el Iluminador, cuyo servicio se lleva a cabo en la Catedral de la Inmaculada Concepción de la arquidiócesis de la Madre de Dios en Moscú. En Rusia y Ucrania especialmente, debido a la escasez de clero armenio, las comunidades a menudo son confiadas al clero de rito latino. En Georgia existe la parroquia San Gregorio el Iluminador en Tbilisi y otra parroquia en Ajaltsije.

## Historia

### Archieparquía de Leópolis
El 24 de octubre de 1630 en Leópolis en Galitzia (en la República de las Dos Naciones) el arzobispo armenio Mikołaj Torosowicz hizo una profesión de fe católica y el 8 de noviembre de 1630 el papa Urbano VIII confirmó la unión creando la archieparquía de Leópolis de los armenios, que el 22 de mayo de 1635 fue elevada a metropolitana de Polonia, Moldavia y Valaquia. Sus sufragáneas fueron las eparquías de Kamianets-Podilskyi y de Mohyliv-Podilskyi. En 1772 Leopólis pasó al dominio del Imperio austríaco y con las particiones de Polonia ocurridas en 1772, 1793 y 1795, la metrópolis armenia perdió el control de sus fieles armenios de Polonia, Lituania, Bielorrusia, Podolia y el este de Volinia, regiones que pasaron al Imperio ruso, quedando suprimidas las eparquías de Kamianets-Podilskyi y de Mohyliv-Podilskyi y dejando la archieparquía de ser metropolitana. El Gobierno ruso creó una eparquía armenia en Mohyliv-Podilskyi encabezada por el obispo Joseph Krishtofovich, que existió hasta 1828.
El 28 de marzo de 1809 en estos territorios del Imperio ruso el papa Pío VII erigió un vicariato apostólico, que de acuerdo al concordato entre Rusia y la Santa Sede del 3 de agosto de 1847 debía ser remplazado por los obispos de Kamianets-Podilskyi y de la nueva diócesis de Jersón hasta que se crearan 3 eparquías armenio-católicas, que no se llevaron a efecto. El territorio de la archieparquía de Leópolis quedó reducido al Reino de Galitzia y Lodomeria —una provincia del Imperio austríaco— y a Bucovina, que desde 1774 era parte del Imperio.
En 1812 el Imperio ruso anexó Besarabia, hasta entonces parte de la archieparquía de Leópolis, pasando un número de armenios a territorio ruso.
La archieparquía existió hasta su supresión por las autoridades comunistas soviéticas en 1945 en las áreas de Ucrania occidental que habían pertenecido al Imperio austrohúngaro y que fueron anexadas por la Unión Soviética al final de la Segunda Guerra Mundial. Los fieles fueron trasladados a Siberia o se refugiaron en Polonia y el obispo murió en prisión. Tras el fin del comunismo la archieparquía no fue resucitada —aunque no fue suprimida—, su catedral de la Asunción de María fue entregada por el Gobierno a la Iglesia apostólica armenia y su territorio incorporado al ordinariato.

### Eparquía de Artvin
Entre 1720 y 1760 se establecieron en el territorio del Cáucaso norte grandes comunidades de refugiados armenios católicos que escapaban del Imperio otomano y de Persia. En 1760 los católicos en Astracán eran un quinto de la población de la ciudad y tenían una parroquia. Un número elevado de armenios católicos se estableció en el Imperio ruso durante la guerra ruso-turca (1768-1774) y la ocupación rusa de Crimea en 1783. Comunidades armenias católicas se establecieron en Astracán, Vorónezh, Penza, Rostov del Don, Saratov, Samara y Tsaritsin. Otra región de residencia en masa de armenios católicos fue Georgia, en Ajaltsije, Ajalkalaki, Bogdanovsky y Chirac. En 1829 la región de Ajalkalaki fue anexada a Rusia, intercambiándose la población georgiana musulmana, que pasó al Imperio otomano, por pobladores armenios entre los cuales había muchos católicos. En 1828 una sección de la Armenia histórica quedó bajo control del Imperio ruso.
En 1848 fue erigida la diócesis de Tiráspol en reemplazo de la de Jerson, y con sede en Sarátov, a la que fueron agregadas las parroquias católicas armenias en territorio ruso como un deanato. El 30 de abril de 1850 el papa Pío IX mediante la bula Universi Dominici gregis estableció la eparquía de Artvin de los armenios (Eparchia Artuinensis Armenorum) para los fieles armenios católicos del extremo nordeste del Imperio otomano y el Cáucaso y sur del Imperio ruso, sufragánea de la archieparquía primada de Constantinopla y desde 1867 del patriarcado de Cilicia. Al finalizar la guerra ruso-turca (1877-1878) Rusia ocupó toda la provincia de Artvin, impidió al eparca seguir en su diócesis y la anexó de facto a la diócesis latina de Tiráspol. Desde 1907 en Krasnodar hubo un vicario especial para sacerdotes del rito católico armenio. 
Sobre la base de los acuerdos entre la Santa Sede y el Imperio ruso en 1904, la Santa Sede erigió en 1909 la administración apostólica armenia del Cáucaso poniendo a su frente a Sarghis Der-Abrahamian basado en Tiflis. La represión de los zares hizo que en los siguientes años la administración apostólica fuera abandonada y a partir de 1912 los fieles armenios quedaran bajo jurisdicción de la diócesis latina de Tiráspol, con sede en Sarátov, sin suprimir a la administración apostólica.
Al estallar la Primera Guerra Mundial en 1914 el Imperio otomano ocupó Artvin y ejecutó también allí el genocidio de la población armenia, antes de entregar nuevamente la ciudad a Rusia en enero de 1915. El flujo de inmigrantes armenios a la Rusia cristiana se incrementó y algunos de los fieles pudieron refugiarse en el sur de Armenia y de Georgia. Entre 1918 y 1921 Artvin estuvo bajo control de la República Democrática de Georgia, antes de ser cedida a Turquía, emigrando el resto de la población armenia a Georgia, Abjasia y Armenia. En 1917 la administración apostólica contaba con 47 sacerdotes, 45 iglesias, 15 capillas y 66 618 fieles.
En 1921 la Santa Sede puso un administrador apostólico residente en Tiflis para los católicos armenios de la Unión Soviética, sin suprimir la eparquía de Artvin. En los 7 distritos eclesiásticos o vicariatos de la administración había 86 parroquias: Aleksándropol o Gyumri (16 parroquias), Lorri (6 parroquias), Ajalkalaki (12 parroquias), Ajaltsije, (17 parroquias), Artvin (17 parroquias), Karin (12 parroquias) y Crimea (6 parroquias). El administrador apostólico fue encarcelado por las autoridades soviéticas en abril de 1930 y para 1937 la administración apostólica estaba de facto suprimida, no quedaron parroquias activas y los servicios religiosos debieron hacerse en forma clandestina. Entre 1936 y 1939 el gobierno de Stalin asesinó a cerca de 40 sacerdotes católicos armenios y muchas iglesias fueron destruidas o confiscadas para otros usos. En 1972 la eparquía de Artvin fue formalmente suprimida por la Santa Sede.

### Ordinariato
Luego de la caída del régimen comunista, que había casi suprimido a la Iglesia católica armenia en la Unión Soviética, y la independencia de Armenia, el 13 de julio de 1991 el papa Juan Pablo II erigió el ordinariato para los fieles de rito armenio que viven en países de Europa oriental. El sacerdote de la Orden mequitarista, Nerses Der Nersessian, fue designado primer ordinario y consagrado obispo el 17 de noviembre de 1992.

## Estadísticas
Según el Anuario Pontificio 2024 el ordinariato tenía a fines de 2023 un total de 600 000 fieles bautizados.
| Año                                                                             | Población            | Población | Población      | Sacerdotes | Sacerdotes    | Sacerdotes    | Bautizados por sacerdote | Diáconos permanentes | Religiosos | Religiosos | Parroquias |
| Año                                                                             | Bautizados católicos | Total     | % de católicos | Total      | Clero secular | Clero regular | Bautizados por sacerdote | Diáconos permanentes | Varones    | Mujeres    | Parroquias |
| ------------------------------------------------------------------------------- | -------------------- | --------- | -------------- | ---------- | ------------- | ------------- | ------------------------ | -------------------- | ---------- | ---------- | ---------- |
| 1997                                                                            | 220 000              | ?         | ?              | 8          |               | 8             | 27 500                   |                      | 13         | 17         | 48         |
| 2000                                                                            | 220 000              | ?         | ?              | 8          |               | 8             | 27 500                   |                      | 13         | 25         | 36         |
| 2001                                                                            | 220 000              | ?         | ?              | 8          |               | 8             | 27 500                   |                      | 8          | 25         | 36         |
| 2005                                                                            | 220 000              | ?         | ?              | 8          |               | 8             | 27 500                   |                      | 13         | 25         | 36         |
| 2009                                                                            | 440 000              | ?         | ?              | 12         | 7             | 5             | 36 666                   |                      | 16         | 15         | 55         |
| 2013                                                                            | 420 000              | ?         | ?              | 15         | 9             | 6             | 28 000                   |                      | 11         | 20         | 37         |
| 2016                                                                            | 618 000              | ?         | ?              | 18         | 12            | 6             | 34 333                   | 5                    | 10         | 20         | 44         |
| 2019                                                                            | 618 000              | ?         | ?              | 18         | 12            | 6             | 34 333                   | 5                    | 10         | 20         | 44         |
| 2021                                                                            | 618 000              | ?         | ?              | 18         | 12            | 6             | 34 333                   | 5                    | 10         | 20         | 44         |
| 2023                                                                            | 618 000              | ?         | ?              | 18         | 12            | 6             | 34 333                   | 5                    | 10         | 20         | 44         |
| Fuente: Catholic-Hierarchy, que a su vez toma los datos del Anuario Pontificio. |                      |           |                |            |               |               |                          |                      |            |            |            |

## Episcopologio

### Administración apostólica
- Agop Bagratyan (1926-1930) (obispo titular de Kukuse)
- Dionisy Kalatozov (1930-1931)
- Karapet Derlugyan (1931-1940) (en el exilio: 1936-1940, desaparecido en 1940)

### Ordinariato
- Nerses Der Nersessian, C.A.M. † (13 de julio de 1991-2 de abril de 2005 retirado)
- Nechan Karakéhéyan, I.C.P.B. (2 de abril de 2005-6 de enero de 2010 retirado)[nota 2]
- Rafael François Minassian, I.C.P.B. (24 de junio de 2011-23 de septiembre de 2021 electo patriarca de Cilicia de los armenios)
  - Sede vacante (2021-2024)[nota 3]
- Kévork Noradounguian, I.C.P.B., desde el 21 de agosto de 2024